# Andra slaget vid Tver
Andra slaget vid Tver var ett fältslag under De la Gardieska fälttåget och ägde rum 15 juli 1609 i Tver i Ryssland. Slaget blev en efterföljare av första slaget vid Tver som hade ägt rum där två dagar tidigare. 